# Гестер-стріт (Мангеттен)
Гестер-стріт (англ. Hester Street) — вулиця у Нижньому Іст-Сайді боро Нью-Йорка, вздовж Мангеттена. Розташована від Ессекс-стріт до Центр-стріт, на відміну від Крісті-стріт і Форсайт-стріт до Парку Сари Д. Рузвельт. Є також розрив через Ален-стріт, який був створений у 2009 році через реставрацією Ален-стріт Mall. На Центр-стріт, Гестер-стріт змінюється та протягом 100 метрів на північ називається Говард-стріт де закінчується на Мерсер-стріт.

## Історія

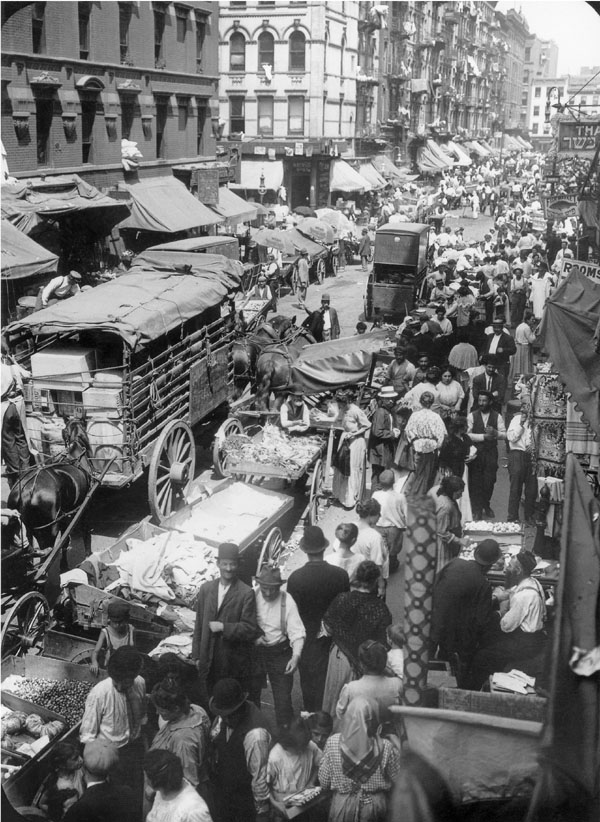
Гестер-стріт приблизно 1903 рік

Гестер-стріт була названа на честь Хестер Лейслер, доньки Ельс'є Тіменс і повстанця Якоба Лейслера, який був спалений на вогнищі. Через свою матір вона була пов'язана з видатними голландськими сім'ями долини Гудзона, включаючи Баярдів і Ван Кортландтів. У 1696 році вона вийшла заміж за Барента Райндерса-молодшого, нью-йоркського купця. Вона була пра-пра-бабусею  Говернера Морріса, батька-засновника Сполучених Штатів.